# Leandro Valle Martínez
Leandro Valle Martínez (Ciudad de México, 27 de febrero de 1833-Monte de las Cruces, Cuajimalpa de Morelos, 23 de junio de 1861) fue un general liberal mexicano, aliado del presidente Benito Juárez durante la Guerra de Reforma. 

## Infancia
Nace en la Ciudad de México el 27 de febrero de 1833 siendo hijo del también militar Rómulo Valle.
Su infancia transcurrió en el poblado de Jonacatepec, Morelos donde cursó sus primeros años de escuela. En 1844 ingresa al Colegio Militar de la Ciudad de México donde tres años después y contando con tan solo 14 años de edad se gradúa de subteniente. Combatió primero a los polkos durante la Guerra de Intervención Estadounidense y luego a los rebeldes poblanos en 1856.

## La Guerra de Reforma
Después de graduarse y regresar de un viaje a París, donde fungió como agregado de la embajada mexicana en Francia, Valle regresa y toma parte en la Guerra de Reforma, destacándose en las batallas de Guadalajara, Silao y San Miguel Calpulalpan.
A los 26 años, fue ascendido al grado de general, y fue elegido diputado federal por el estado de Jalisco. En 1861 Juárez lo nombra comandante general del Distrito Federal.

## Captura y fusilamiento

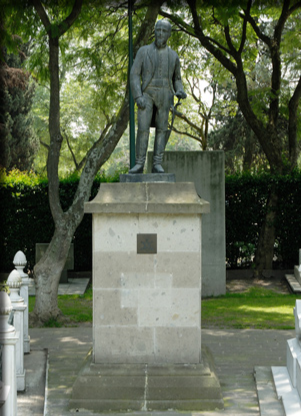
Sepulcro de Leandro Valle en la Rotonda de las Personas Ilustres de la Ciudad de México.

Ese mismo año es asignado para combatir a un grupo rebelde conservador y es capturado en el Monte de las Cruces, Cuajimalpa de Morelos y fusilado el 23 de junio por órdenes del general conservador Leonardo Márquez.
Fue sepultado en el Panteón de San Fernando en el Distrito Federal, donde también se encuentra su padre y desde 1988 sus restos reposan en la Rotonda de las Personas Ilustres del Panteón Civil de Dolores en la misma ciudad. Sobre el Paseo de la Reforma en la Ciudad de México se yergue una escultura del General Valle junto con la de otros ilustres personajes de la Guerra de Reforma.